# Pieve a Elsa
Pieve a Elsa era un'antica pieve, oggi scomparsa, individuata nel comune di Colle di Val d'Elsa, in prossimità dell'attuale abitato di Gracciano.

## Storia
Questa pieve, dedicata ai santi Faustino e Giovita, la cui costruzione era anteriore all'anno 1000, era situata in località denominata Aelsa, in prossimità del guado sull'Elsa, fra i castelli di Onci e Santa Giulia,  vicino a Le Caldane e alle Vene, che fornivano acqua all'Elsa in misura sostanziale. Faceva parte del Burgus Elsae, importante nodo viario dove convergevano diversi itinerari e dove, poco più a nord,  si trovavano anche la Chiesa di San Marziale e Spedaletto. Essa era situata nel territorio della diocesi di Volterra, ma dipendeva direttamente dal papato in quanto nullius dioecesis.
La pieve doveva essere assai grande, con tre navate; vi svolse in particolare la sua attività di pievano ed arciprete sant'Alberto da Chiatina. Scomparve verso la fine del XVIII secolo.
La pieve era localizzata lungo il tragitto dell'antica via Francigena e vi avrebbe fatto tappa tra il 990 e il 994 l'arcivescovo di Canterbury, Sigerico, che aveva ricevuto l'investitura a Roma dal papa Giovanni XV con la consegna del pallio.
Nel diario di Sigerico, la località rappresentava la XVII tappa (Mansio), definita dall'arcivescovo di Canterbury Aelse ed è identificata in questa località ed oggi, nella vicina Gracciano che assume con diritto l'eredità dell'antica Aelsae.